# Frederik Barfod
Povl Frederik Barfod, född 1811, död 1896, var en dansk författare. Han var far till Ludvig Birkedal-Barfod.
Barfod var ivrig anhängare till skandinavismen och nationellt sinnad. Barfod är i synnerhet bekant som utgivare av tidskriften "Brage och Idun" 1839-42 och de inte alltid tillförlitliga, men folkligt skrivna Fortællinger af Fædrelandets Historie (1853), ett slags motstycke till Grundtvigs världshistoria och kyrkohistoriska prosaskrifter.